# Cyclocephala tucumana
Cyclocephala tucumana is een keversoort uit de familie bladsprietkevers (Scarabaeidae). De wetenschappelijke naam van de soort werd voor het eerst geldig gepubliceerd in 1904, door de Franse entomoloog Juan Brèthes. 
Van de imagines is bekend dat zij passiebloemen ("maracujá" Passiflora edulis Sims) bezoeken en in het algemeen is bekend dat Cyclocephala-soorten schade aan de landbouw toe kunnen brengen. In 2009-2010 werd deze soort in gecultiveerde gebieden in Zuid-Brazilië opgemerkt. Een andere studie in 2009 vond larven van de soort in weideland in Aquidauana, in de staat Mato Grosso do Sul.
In 2019 publiceerden Fuhrmann et al. een betere beschrijving van de soort, daarbij alle larvestadia en de poppen. Een dergelijke beschrijving is slechts voor 21 van de ongeveer 300 Cyclocphala-soorten beschikbaar. Er werden 184 larven verzameld en onderzocht. De bevolkingsdichtheid varieerde van 0,16 tot 5,50 larven/mm2 Ze worden het hele jaar door gevonden maar met een piek in de zomermaanden november en december. De tijd waarin zij zich verpoppen duurt ongeveer 15 dagen.